# منصورة عز الدين
منصورة عز الدين هي كاتبة وصحفية مصرية وُلدت بمحافظة الغربية في 22 مارس (آذار) عام 1976، وتخرجت في قسم الصحافة بكلية الآداب بجامعة القاهرة عام 1998.

## مسيرتها المهنية
عملت منصورة عز الدين عقب تخرجها من الجامعة بمجال الصحافة كمحررة بالقسم الصحافي، وتدرجت في المناصب حتى شغلت منصب نائب رئيس تحرير جريدة أخبار الأدب المصرية إلى جانب عملها كمحررة لقسم الكتب بالجريدة.
اهتمت منصورة عز الدين بالأدب في سن مبكرة، وبدأت في كتابة القصة منذ سنوات دراستها الجامعية، ونُشرت نصوصها القصصية ومقالاتها في العديد من الصحف والمجلات المحلية والعالمية، ومن بينها صحيفة نيويورك تايمز الأمريكية، ومجلة جرانتا البريطانية، ومجلة بابليك سبيس الأمريكية، ومجلة زود دويتشه تسايتونج الألمانية، ومجلة نويه تسوريشر تسايتونج السويسرية، وترجمت أعمالها الأدبية إلى ما يزيد عن 10 لغات أجنبية من بينها الإنجليزية، والإيطالية، والألمانية، حيث تُرجمت روايتها «وراء الفردوس» إلى اللغة الألمانية على يد الكاتب والمترجم هارتموت فيندريش. كما اختيرت ضمن لائحة بيروت39.
أختيرت منصورة عز الدين في عام 2009 من بين أفضل 39 كاتبًا عربيًا تحت سن الأربعين في مشروع بيروت 39، كما حصلت على منحة إقامة أدبية من المدينة الدولية للفنون بباريس، والمعهد الثقافي الفرنسي لإنجاز كتاب يدور حول ذاكرة الطفولة.
تولي عز الدين، في كتاباتها بصورة عامة، اهتماماً خاصّاً بعالمَي الطفولة والأحلام، وهما مرآتان تقومان على التأويل 
وصف الكاتب والناقد الراحل محمود أمين العالم أولى روايات منصورة عز الدين المعنونة باسم «متاهة مريم»، والصادرة في عام 2004 عن دار ميريت للنشر والتوزيع بالقاهرة، أن الرواية لا تمثل فقط روح المغامرة في الابتعاد عما هو مألوف في الأساليب الروائية وأنماط التعبير المعروفة، بل تكشف كذلك مدى عمق التجربة الاجتماعية والنفسية بأسلوب روائي رائع، كما أنها تقدم لنا بعداً جمالياً جديداً. تدور أحداث الرواية حول فتاة شابة تبحث عن طريقها في وسط هذا العالم المضطرب فتغوص في متاهة داخلية من الأحلام والذكريات.
كما خاضت منصورة عز الدين تجربة أدبية فريدة من نوعها في روايتها المعنونة باسم بساتين البصرة، والصادرة عن دار الشروق للنشر والتوزيع في عام 2021، حيث غاصت في جو يراوح ما بين الأحلام وفلسفة تناسخ الأرواح، فأحداث الرواية تنطلق من مدينة البصرة في العراق خلال القرن الثاني الهجري حين يحلم أحد الرجال بالملائكة يجمعون الياسمين من حقول البصرة فيفسر الإمام الحسن البصري حلمه بخلو مدينة البصرة من علمائها، ثم تنقلنا عبر الزمان والمكان إلى مدينة القاهرة ومدينة المِنيا في صعيد مصر ودلتا النيل في مصر خلال العصر الحالي في رحلة حافلة بالأسئلة والشكوك يبحث خلالها بطل الرواية بائع الكتب القديمة هشام خطَّاب عن ماهيته ويقتفي أثرَ ذاته.
وفي روايتها المعنونة باسم «وراء الفردوس»، والصادرة عام 2009 عن دار العين للنشر والتوزيع، تتبع منصورة عز الدين سيرة عائلة مصرية تنتمي إلى إحدى القرى الواقعة في وسط دلتا النيل حين تحاول بطلة القصة سلمى التي تعمل كمحررة بجريدة أدبية استدعاء ذكريات صباها لتكتب رواية عن عائلتها كي تتخلص من عبء ماض طويل محمّل بالذكريات الأليمة والصور السلبية عن الذات.
وفي روايتها المعنونة باسم «جبل الزمرد»، والصادرة في عام 2014 عن دار التنوير للنشر والتوزيع ببيروت، تستلهم الكاتبة منصورة عز الدين عدداً من شخصيات حكايات ألف ليلة وليلة وتستدعي قصصاً من التراث الأدبي العربي لتعبر بها حدود الزمان والمكان مثل قصة «حجر الجنون» الذي ما إن يقعَ عليه نظر المبصر حتى يصاب بنوبة قتلة من الضحك قبل أن يموت، ولكن إذا حملق فيه الأعمى فسوف يستردُ بصره.
وتُعتبر رواية «أخيلة الظل» للكاتبة منصورة عز الدين، والصادرة في عام 2017 عن دار التنوير للنشر والتوزيع ببيروت، رواية تجريبية أقرب إلى أسلوب النوفيلا الأدبي حيث تبدأ الرواية وتنتهي بحوار بين شخصيتين هما فنانان يجلسان فوق مقعد أمام متحف كافكا بمدينة براغ التشيكية، ومن الحوار بين الشخصيتين، والذي يدور حول قضايا الإبداع الفني، وحول بورتريه المرأة الكاتبة، تستدعى العديد من الذكريات والأطياف التي تنبعث من وحي الألوان والأصوات والروائح والقصص الجديدة والحبكات الفرعية.

## كتاباتها ومؤلفاتها
ألفت منصورة عز الدين العديد من المؤلفات التنوعت ما بين الروايات، والمجموعات القصصية وأدب الرحلات، ومن أهمها:
- ضوء مهتز (مجموعة قصصية): صدرت عام 2001 عن دار ميريت للنشر والتوزيع بالقاهرة.[12]

- متاهة مريم (رواية): صدرت عام 2004 عن دار ميريت للنشر والتوزيع بالقاهرة،[13] وصدرت باللغة الإنجليزية عام 2007 عن مطبوعات الجامعة الاميركية بالقاهرة ونيويورك من ترجمة بول ستاركي.[14]
- وراء الفردوس (رواية): صدرت عام 2009 عن دار العين للنشر والتوزيع بالقاهرة، ووصلت إلى القائمة القصيرة لجائزة البوكر العالمية للرواية العربية عام 2010،[15] ووصدرت نسختها المترجمة إلى الألمانية لأول مرة عام 2011 عن دار أونيون السويسرية بزيورخ من ترجمة هارتموت فيندريش.[16]
- نحو الجنون (مجموعة قصصية): صدرت عام 2013 عن دار ميريت للنشر والتوزيع بالقاهرة، وفازت بجائزة أفضل مجموعة قصصية مصرية من معرض القاهرة الدولي للكتاب عام 2014، وتضم المجموعة إحدى عشرة قصّة قصيرة حملت عناويناً مثل «ست شمعات»، و«ليل قوطى»، و«مطر حقيقى»، و«نحو الجنون»، و«جنيات النيل».[17][18]
- جبل الزمرد (رواية): صدرت عام 2014 عن دار التنوير للنشر والتوزيع ببيروت، وفازت بجائزة أفضل رواية عربية في معرض الشارقة الدولي للكتاب عام 2014.[19][20]
- أخيلة الظل (رواية): صدرت عام 2017 عن دار التنوير للنشر والتوزيع ببيروت بالتزامن مع معرض القاهرة الدولي للكتاب.[21][22]
- مأوى الغياب (مجموعة قصصية): صدرت عام 2018 عن دار ممدوح عدوان للنشر والتوزيع بدمشق، ووصلت للقائمة القصيرة لجائزة الشيخ زايد آل نهيان للآداب عام 2019،[23] وتضم المجموعة 16 قصة قصيرة حملت عناويناً مثل «من خشب وهلاوس»، و«قلعة الشمس»، و«جبل الغيم»، و«لا فريسة ولا صياد»، و«واحة التيه»، و«شجرة تشبه لؤلؤة».[24]
- خطوات في شنغهاي في معنى المسافة بين مصر والصين: صدر عام 2020 عن المؤسسة العربية للدراسات والنشر والتوزيع بالقاهرة، وفاز بجائزة ابن بطوطة لأدب الرحلة عام 2020.[25][26]
- بساتين البصرة (رواية): صدرت عام 2020 عن دار الشروق للنشر والتوزيع بالقاهرة، ووصلت إلى القائمة الطويلة لجائزة البوكر العالمية للرواية العربية عام 2021.[27][28]
- أطلس الخفاء (رواية): صدرت عام 2022 عن دار الشروق للنشر والتوزيع بالقاهرة [29]

كما شاركت الكاتبة منصورة عز الدين في تأليف كتاب بعنوان «العربية على محك شبكات التواصل» بالتعاون مع الكتاب عماد عبد اللطيف، وأحمد بيضون، ورستم محمود، ويوسف بزي، ومنال خضر، والذي صدر عن الجمعية اللبنانية للفنون التشكيلية ببيروت عام 2016، ويرصد الكتاب أثر شبكات التواصل الاجتماعي على اللغة العربية الفصحى، وتحول اللهجات العامية الدارجة إلى لغات مكتوبة.

## التكريمات والجوائز
حظيت منصورة عز الدين بتكريم العديد من الجهات المحلية والدولية، وحصلت على عدة جوائز أدبية من أهمها:
- جائزة ابن بطوطة لأدب الرحلة في دورتها التاسعة عشرة في فرع الرحلة المعاصرة عام 2020 عن كتابها «خطوات في شنغهاي».[32]
- جائزة أفضل رواية عربية في معرض الشارقة الدولي للكتاب عام 2014 عن روايتها «جبل الزمرد».[33]
- جائزة أفضل مجموعة قصصية مصرية ضمن جوائز معرض القاهرة الدولي للكتاب عام 2014 عن مجموعتها القصصية «نحو الجنون».

كما وصلت روايتها «ما وراء الفردوس» للقائمة القصيرة للجائزة العالمية للرواية العربية البوكر عام 2010، كما وصلت مجموعتها القصصية «مأوى الغياب» إلى القائمة القصيرة لجائزة ملتقى القصة العربية عام 2018، ووصلت كذلك إلى القائمة القصيرة لجائزة الشيخ زايد آل نهيان للإبداع في فرع الآداب عام 2020، ثم وصلت روايتها «بساتين البصرة» في عام 2021 إلى القائمة الطويلة للجائزة العالمية للرواية العربية.